# Nassburg
Die Nassburg ist eine abgegangene Wasserburg in Heldenbergen, einem Stadtteil von Nidderau im Main-Kinzig-Kreis in Hessen.

## Geschichte
Die Gründung der Anlage kann urkundlich genau auf das Jahr 1383 fixiert werden. Gottfried von Stockheim, der Besitzer der benachbarten Heldenbergener Oberburg erhielt in diesem Jahr eine unterhalb der Oberburg gelegene Wiese als hanauisches Lehen mit der Erlaubnis, dort eine Burg zu errichten. Möglicherweise war die Oberburg für mehrere Zweige der Familie der Stockheimer zu klein geworden. Hanau behielt sich ein Öffnungsrecht vor.
Beide Burgen blieben lange Zeit in gemeinschaftlichem Besitz der Stockheimer. Nach Erbstreitigkeiten wurde die Burg durch ein kaiserliches Urteil 1559 in zwei Hälften geteilt, die 1582 im Besitz derer von Mauchenheim, genannt von Bechtolsheim und der Riedesel von Bellersheim war. Um 1702 wurde die Nassburg erweitert und umgebaut, 1772 oder 1774 wurde sie komplett an die Burggrafschaft Friedberg verkauft und an die Freiherren von Syberg weitergegeben. Zu dieser Zeit stand wahrscheinlich aber nur noch ein Steingebäude, das als verfallen bezeichnet wurde und von einem Wassergraben umgeben war.
Die Reste der Anlage wurden 1819 an Privatleute verkauft. Ein zur Burg gehöriges Areal am Kellerberg wurde seit 1818 als jüdischer Friedhof genutzt. In der Folgezeit wurden die letzten Gebäude abgetragen. Heute erinnern nur noch die Straßennamen „An der Naßburg“ und „Burggasse“ an die ehemalige Burg.